# 右师戊
右师戊（？—？），子姓，名戊，是宋庄公的儿子，宋桓公的弟弟。
右师戊的后裔以其行次仲为氏，立仲氏，也是后世仲姓的来源之一。